# 牧野康澄
牧野 康澄（まきの やすずみ）は、江戸時代前期の越後国与板藩の世嗣。

## 略歴
2代藩主・牧野康道の長男として誕生。母は水野忠善の娘。幼名は新三郎。
与板藩嫡子として生まれ、延宝8年（1680年）、徳川家綱に初御目見した。しかし、叙任以前の貞享元年（1684年）に早世した。
代わって牧野康重（下野国足利藩主・本庄宗資の五男）が養子に迎えられ、与板藩嫡子となった。